# Silke Meier (Handballspielerin)
Silke Meier (* 15. Juni 1980 in Stuttgart-Bad Cannstatt) ist eine deutsche Handballspielerin.

## Karriere
Nach Stationen bei HSG Cannstatt, VfL Waiblingen und TuS Metzingen stand sie von 2000 bis 2007 beim Bundesligisten DJK/MJC Trier unter Vertrag und errang dort 2003 die Deutsche Meisterschaft. Zur Saison 2007/08 wechselte sie zu Bayer 04 Leverkusen. Zur Saison 2009/10 wechselte Meier zum Erstligaaufsteiger VfL Sindelfingen. Nachdem der VfL Sindelfingen 2011 seine Mannschaft zurückgezogen hatte, war sie vereinslos. Im Oktober 2011 wurde Meier für einen Monat vom verletzungsgeplagten Erstligisten HC Leipzig unter Vertrag genommen.
Die auf der Linksaußen-Position spielende Meier gehört zum erweiterten Kader der Nationalmannschaft und hat 45 Länderspiele bestritten, in denen sie 41 Treffer erzielte.

## Erfolge
- 4. Platz EM 2006
- 6. Platz WM 2005
- Deutsche Meisterin 2003 mit DJK/MJC Trier